# Afghanische Cricket-Nationalmannschaft in Simbabwe in der Saison 2014
Die Tour der afghanischen Cricket-Nationalmannschaft nach Simbabwe in der Saison 2014 fand vom 13. Juli bis zum 5. August 2014 statt. Die internationale Cricket-Tour war Teil der internationalen Cricket-Saison 2014. Sie bestand in einer aus vier Spielen bestehenden ODI-Serie, die 2-2 ausging. Zusätzlich spielte Afghanistan zwei List-A-Spiele und zwei First-Class-Spiele gegen die A-Nationalmannschaft von Simbabwe.

## Vorgeschichte
Ursprünglich sollte Afghanistan im Januar 2014 nach Simbabwe zu einer Tour reisen, was jedoch auf Grund finanzieller Probleme des simbabwischen Verbandes abgesagt wurde. Es ist die erste bilaterale Tour Afghanistans die im Zuge der Qualifikation für den Cricket World Cup 2015 vereinbart wurde. Da Afghanistan als Associate Member des International Cricket Councils keine Tests austragen darf, wurden stattdessen zwei 4-tägige First-Class Spiele vereinbart.

## Stadien
Das folgende Stadion wurde für die Tour als Austragungsort vorgesehen und am 27. Juni 2014 bekanntgegeben.
| Stadion  | Stadt              | Kapazität | Spiele      |
| -------- | ------------------ | --------- | ----------- |
| Bulawayo | Queens Sports Club | 9.000     | 1. – 5. ODI |

## Kader
| Simbabwe | Afghanistan |
| --- | --- |
| - Brendan Taylor (K & wk) - Regis Chakabva (wk) - Tendai Chatara - Elton Chigumbura - Timycen Maruma - Hamilton Masakadza - Shingi Masakadza - Natsai M'shangwe - Richmond Mutumbami - Tinashe Panyangara - Sikandar Raza Butt - Donald Tiripano - Prosper Utseya - Malcolm Waller - Sean Williams | - Mohammad Nabi (K) - Aftab Alam - Ashgar Stanikzai - Dawlat Zadran - Gulbadin Naib - Hashmatullah Shaidi - Javed Ahmadi - Mirwais Ashraf - Nasir Jamal - Noor Ali Zadran - Rahmat Shah - Samiullah Shenwari - Mohammad Shafiqullah (wk) - Shapoor Zadran - Sharafuddin Ashraf - Usman Ghani |

## Tour Matches
| 13. Juli Scorecard | Bulawayo | Afghanistan 209 (50)            | – | Simbabwe A 193 (48.3) |
|                    |          | Afghanistan gewinnt mit 16 Runs |   |                       |

| 15. Juli Scorecard | Bulawayo | Afghanistan 268-7 (50)           | – | Simbabwe A 272-3 (48) |
|                    |          | Simbabwe A gewinnt mit 7 Wickets |   |                       |

## One-Day Internationals in Bulawayo

### Erstes ODI
| 18. Juli Scorecard | Queens Sports Club | Afghanistan 221-9 (50)         | – | Simbabwe 227-4 (50) |
|                    |                    | Simbabwe gewinnt mit 6 Wickets |   |                     |

### Zweites ODI
| 20. Juli Scorecard | Queens Sports Club | Afghanistan 256-7 (50)         | – | Simbabwe 257-2 (43.3) |
|                    |                    | Simbabwe gewinnt mit 8 Wickets |   |                       |

### Drittes ODI
| 22. Juli Scorecard | Queens Sports Club | Simbabwe 261-8 (50)               | – | Afghanistan 264-8 (49.4) |
|                    |                    | Afghanistan gewinnt mit 2 Wickets |   |                          |

### Viertes ODI
| 24. Juli Scorecard | Queens Sports Club | Afghanistan 259 (49.1)           | – | Simbabwe 159 (38) |
|                    |                    | Afghanistan gewinnt mit 100 Runs |   |                   |

## Tour Matches

### First-Class Matches
| 27. – 30. Juli Scorecard | Harare | Afghanistan 105 (47.1) & 321 (92.5) | – | Simbabwe A 165 (44.5) & 226 (75.5) |
|                          |        | Afghanistan gewinnt mit 35 Runs     |   |                                    |

| 2. – 5. August Scorecard | Harare | Afghanistan 169 (54.1) & 99 (38.3) | – | Simbabwe A 157 (47.4) & 112-2 (24.3) |
|                          |        | Simbabwe A gewinnt mit 8 Wickets   |   |                                      |

## Statistiken
Die folgenden Cricketstatistiken wurden bei dieser Tour erzielt.
| ODIs               | ODIs        | ODIs    | ODIs    | ODIs    | ODIs    | ODIs    | ODIs    | ODIs    |
| Batting            | Batting     | Batting | Batting | Batting | Batting | Batting | Batting | Batting |
| Spieler            | Mannschaft  | Spiele  | Innings | Runs    | Average | HS      | 100s    | 50s     |
| ------------------ | ----------- | ------- | ------- | ------- | ------- | ------- | ------- | ------- |
| Sikandar Raza      | Simbabwe    | 4       | 4       | 210     | 70,00   | 141     | 1       | 0       |
| Hamilton Masakadza | Simbabwe    | 3       | 3       | 187     | 62,33   | 93      | 0       | 2       |
| Usman Ghani        | Afghanistan | 4       | 4       | 175     | 43,75   | 118     | 1       | 0       |
| Mohammad Nabi      | Afghanistan | 4       | 4       | 155     | 38,75   | 54      | 0       | 1       |
| Samiullah Shenwari | Afghanistan | 4       | 4       | 151     | 37,75   | 65      | 0       | 1       |
| Bowling            |             |         |         |         |         |         |         |         |
| Spieler            | Mannschaft  | Spiele  | Overs   | Wickets | Average | BBI     | 5W      | 10W     |
| Donald Tiripano    | Simbabwe    | 3       | 25.1    | 7       | 22,00   | 5/63    | 1       | 0       |
| Sharafuddin Ashraf | Afghanistan | 4       | 36.2    | 6       | 26,66   | 3/29    | 0       | 0       |
| Dawlat Zadran      | Afghanistan | 4       | 28      | 5       | 34,20   | 2/39    | 0       | 0       |
| Aftab Alam         | Afghanistan | 2       | 17      | 4       | 18,50   | 2/30    | 0       | 0       |
| Tinashe Panyangara | Simbabwe    | 3       | 27      | 4       | 38,50   | 2/58    | 0       | 0       |

## Player of the Series
Als Player of the Series wurden die folgenden Spieler ausgezeichnet.
| Serie | Player of the Series |
| ----- | -------------------- |
| ODI   | Sikandar Raza        |

### Player of the Match
Als Player of the Match wurden die folgenden Spieler ausgezeichnet.
| Spiel  | Player of the Match |
| ------ | ------------------- |
| 1. ODI | Sean Williams       |
| 2. ODI | Sikandar Raza       |
| 3. ODI | Hamilton Masakadza  |
| 4. ODI | Donald Tiripano     |